# Lucius Antonius

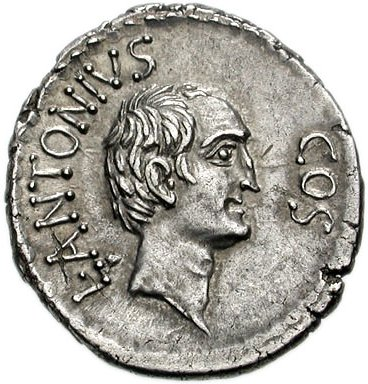
Lucius Antonius

Lucius Antonius war ein römischer Politiker der späten Republik und Bruder des Triumvirn Marcus Antonius.
Lucius war der jüngste Sohn des Marcus Antonius Creticus und der Iulia, einer Cousine Gaius Iulius Caesars, und ein Enkel des Redners Marcus Antonius Orator, der von Anhängern des Gaius Marius im Jahr 86 v. Chr. hingerichtet worden war. Zusammen mit seinem Bruder Gaius war er im Jahr 54 v. Chr. einer der Ankläger des Konsulars Aulus Gabinius. 50 v. Chr. bekleidete Lucius das Amt eines Quästors in der Provinz Asia unter dem Proprätor Quintus Minucius Thermus. Als dieser, vermutlich zu Anfang des folgenden Jahres, die Provinz verließ, übernahm Lucius Antonius als Proquästor die Statthalterschaft und blieb zunächst auch unter dem neuen Proprätor Gaius Fannius dort.
Lucius unterstützte seinen Bruder Marcus, einen der wichtigsten Vertrauten des im Bürgerkrieg siegreichen Diktators Caesar. 44 v. Chr., im Jahr des Konsulats seines Bruders, war er Volkstribun und brachte ein Gesetz ein, das Caesar das Recht übertrug, die Hälfte aller Magistrate selbst zu bestimmen. Nach der Ermordung Caesars wurde Lucius Vorsitzender einer aus sieben Männern bestehenden Kommission zur Neuverteilung des öffentlichen Landes an Veteranen und landlose Bürger. Ende des Jahres ging er zu seinem Bruder nach Oberitalien und unterstützte ihn, wohl als Legat, im Mutinensischen Krieg gegen den Senat.
41 v. Chr. war Lucius gemeinsam mit Publius Servilius Isauricus Konsul. Am ersten Tag des Jahres feierte er einen Triumphzug für Siege gegen Alpenvölker. In diesem Jahr unterstützte er Fulvia, die Ehefrau seines Bruders Marcus, bei der Aushebung von acht Legionen für den Kampf gegen Octavians unpopuläre Politik. Nach einer erfolgreichen Besetzung Roms endete die als Perusinischer Krieg bezeichnete Auseinandersetzung im Winter 41/40 v. Chr. in Perusia, als Lucius und Fulvia belagert wurden und wegen Hungers aufgeben mussten. Octavian zerstörte die Stadt, verschonte jedoch die Anführer der Rebellion. Fulvia ging mit ihren zwei Söhnen nach Athen zu ihrem Mann Marcus Antonius. Lucius Antonius, der als Zeichen der Treue zu seinem Bruder Marcus das Cognomen Pietas angenommen hatte, wurde nach Appian von Octavian zum Statthalter in Spanien ernannt. Danach erscheint er nicht mehr in den Quellen. Der Althistoriker Bleicken gibt an, Lucius Antonius sei Ende des Jahres 40 v. Chr. in Spanien gestorben.